# Airbus E-Fan

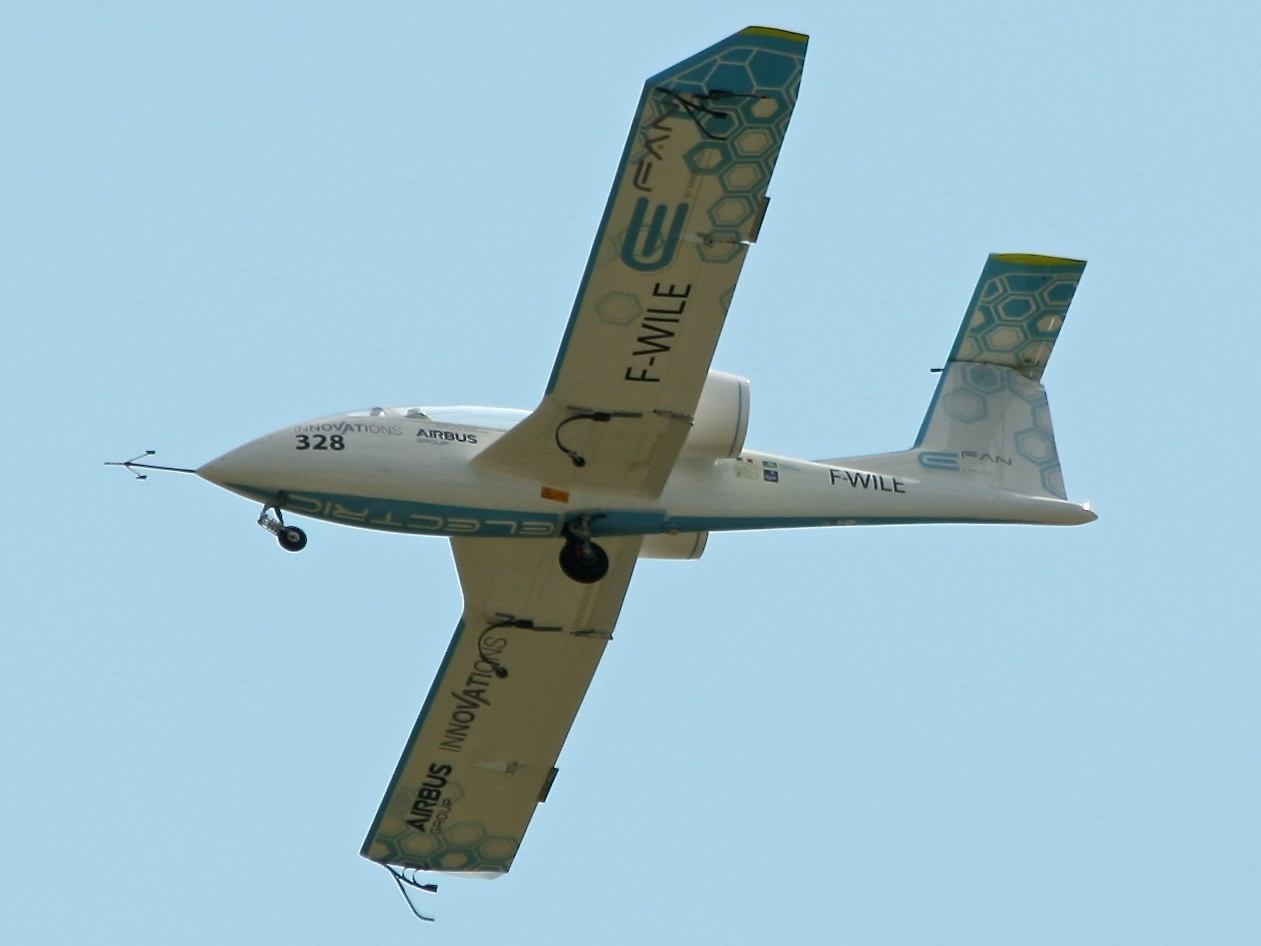
Airbus E-Fan en vuelo en el Berlin Air Show de 2014.

El Airbus E-Fan es un prototipo de un avión eléctrico desarrollado por Airbus Group. El vuelo fue demostrado a la prensa mundial en el Salón Aeronáutico de Farnborough en el Reino Unido en julio de 2014. El objetivo fue la formación de pilotos.

## Diseño y Desarrollo
Airbus Group está desarrollando un avión eléctrico con Aero Composite Saintonge. El avión lleva a bordo baterías de litio para alimentar los dos motores eléctricos y puede llevar únicamente a dos pasajeros. Un vuelo de prueba se llevó a cabo en abril del 2014 en el Aeropuerto Mérignac, Francia, donde se aterrizó frente a una gran audiencia, el ministro francés de Industria Arnaud Montebourg fue uno de los testigos. En el Show Aeronáutico de Farnborough del 2014, Airbus anunció que el E-Fan 2.0 entraría en producción en el 2017 con un diseño de asientos de lado a lado. Airbus ha declarado que hay planes para el desarrollo de un avión comercial regional en un futuro corto.
El E-Fan es un avión eléctrico de dos asientos, con bimotor monoplano de ala baja de estructura compuesta. Cuenta con una cola en T y un tren de aterrizaje retráctil tándem con ruedas estabilizadores. Los dos motores están montados en cada lado de la parte trasera del fuselaje.
Se prevén dos variantes de producción, un E-Fan 2.0 de dos asientos para uso de entrenamiento, y el E-Fan 4.0 de cuatro plazas. Para aumentar la duración de vuelo del E-Fan 4.0 este tendrá un sistema híbrido-eléctrico que tendrá un pequeño motor para cargar la batería, lo que aumentará la duración de casi una hora hasta 3,5 horas.

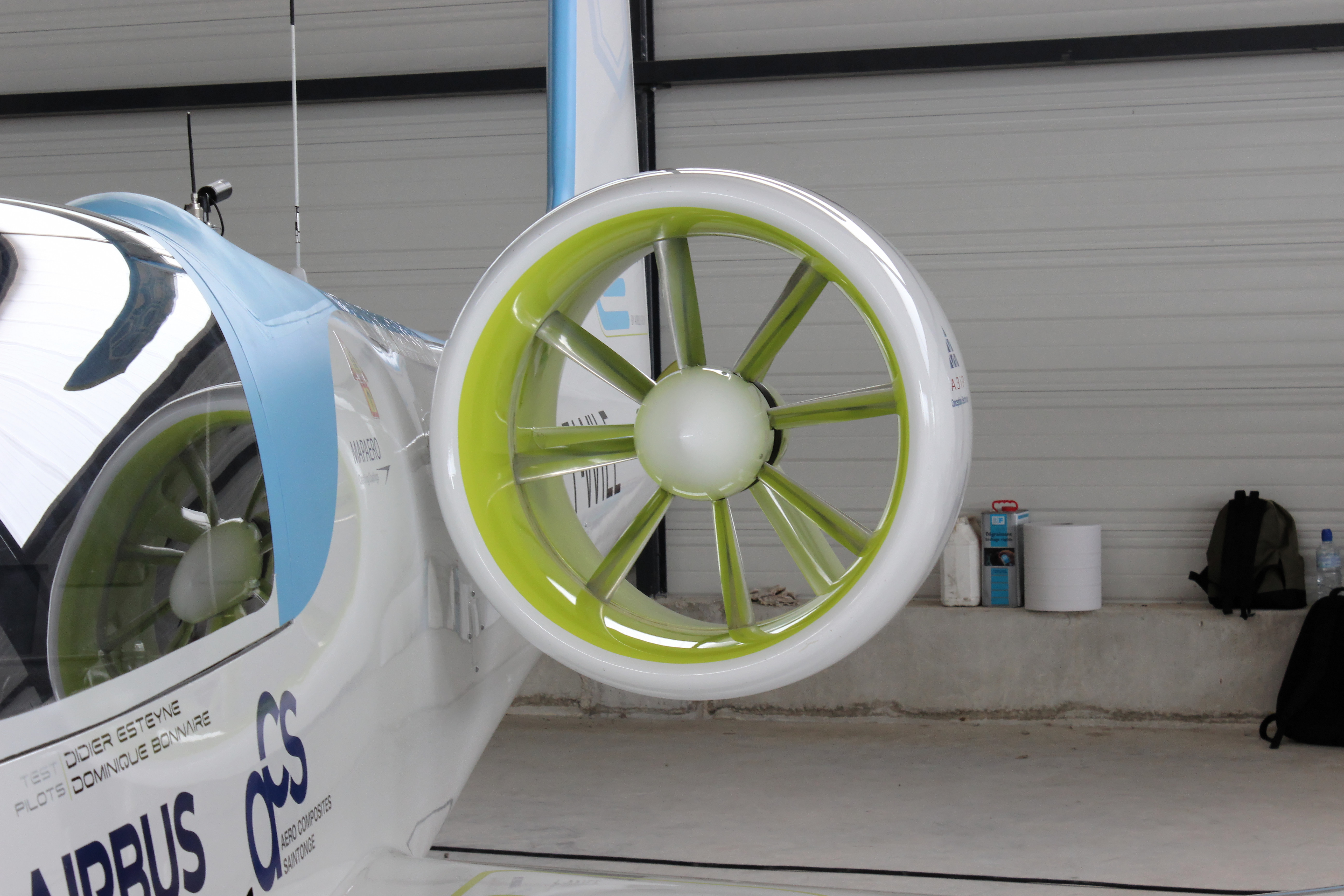
Un ventilador de flujo guiado del E-Fan.

El E-Fan es propulsado por dos ventiladores de paso variable impulsado por dos motores eléctricos por un total de 60 kW de potencia. Tiene ductos de empuje que reducen el ruido, y tiene montados ventiladores centrales que proporcionan un mejor control. Los motores que mueven los ventiladores son accionados por una serie de baterías de 2050 voltios de polímero de iones de litio hechas por la compañía sur-coreana Kokam. Las baterías se montan en la sección interior de las alas. Estas tienen el poder suficiente para una hora y tienen una hora para recargar. Una batería de seguridad a bordo está disponible para hacer un aterrizaje de emergencia si la energía se agota en el aire. El tren de aterrizaje del E-Fan consiste en dos ruedas longitudinalmente retráctiles, con otras dos bajo las alas. Inusualmente para un avión, las ruedas son impulsadas por un motor eléctrico de 6 kW, lo que permite que el avión avance sin los motores principales y son capaces de acelerar a 60 km / h (37 mph; 32 kn) para los despegues. Tener la carrera de despegue realizada por el tren de aterrizaje alivia parte de la carga en los motores de vuelo.
En diciembre de 2014 Airbus anunció que DAHER-SOCATA completará el trabajo de diseño en la aeronave y lo certificará. VoltAir , filial de Airbus, desarrolló el prototipo inicial y trabajará con Daher-Socata durante la fase de pruebas como el director del proyecto.

## Variantes
E-Fan
Aviones concepto de dos asientos.
E-Fan 2.0
Propuesta de dos asientos variante de producción totalmente eléctrico.
E-Fan 4.0
Propuesto híbrido-eléctrico variante de cuatro plazas.
E-Thrust
Jet regional Propuesto de 90 asientos basado en los principios de la E-Fan.

## Especificaciones
Los datos de Jane de todas las aeronaves del Mundo 2014/15

### Características Generales
tripulación= dos
longitud= 6.67m
envergadura= 9.50m
peso máximo de despegue= 550kg

### Rendimiento
velocidad máxima= 220 km/h (137 mph; 119 kn), todas las cifras de rendimiento estimado
velocidad de crucero= 160 km/h (99 mph; 86 kn)
resistencia= 60 min